# Tierra y Libertad, Tamaulipas
Tierra y Libertad är en ort i Mexiko.   Den ligger i kommunen El Mante och delstaten Tamaulipas, i den centrala delen av landet, 300 km norr om huvudstaden Mexico City. Tierra y Libertad ligger 48 meter över havet och antalet invånare är 207.
Terrängen runt Tierra y Libertad är platt, och sluttar österut. Runt Tierra y Libertad är det ganska tätbefolkat, med 65 invånare per kvadratkilometer. Närmaste större samhälle är Plan de Ayala, 10,5 km väster om Tierra y Libertad. Trakten runt Tierra y Libertad består till största delen av jordbruksmark.